# 村口和孝
村口 和孝（むらぐち かずたか、1958年 - ）は、日本の実業家。個人型ベンチャーキャピタルの日本テクノロジーベンチャーパートナーズ（NTVP）代表。慶應義塾大学大学院経営管理研究科（慶應ビジネススクール：ＫＢＳ）非常勤講師。「ふるさと納税」制度の提唱者（2006年3月日本経済新聞紙上のコラムで提唱）としても知られる。

## 経歴
徳島県海部郡海南町（現：海陽町）出身。海南町立海南中学校、徳島県立富岡西高等学校、慶應義塾大学経済学部卒業。
1984年に慶應義塾大学（高橋潤二郎ゼミ）を卒業し、同年に野村證券系VCジャフコ入社。投資活動を行い、アインファーマシーズ、ジャパンケアサービス、共成レンテム、福原、松本建工、PALTEK、ブロッコリー (企業)などの上場に貢献した。

1998年に日本初となる個人型ＮＴＶＰi-1号投資事業有限責任組合を立ち上げた。
ＮＴＶＰの投資成功例として、ディー・エヌ・エー（ＤｅＮＡ、2005年2月東証マザーズ上場、現在東証一部）、アステリア（2007年6月インフォテリア東証マザーズ上場、現在東証一部）、エイケア・システムズ（2010年1月エクスペリアン社に　売却）、ウォーターダイレクト（現・プレミアムウォーターホールディングス。2013年3月東証マザーズ上場、現在東証二部）、アイ・ピー・エス（2018年6月東証マザーズ上場）、ブシロード（2019年7月東証マザーズ上場）、イシン（2024年2月グロース市場）などがある。

1999年、第一回ベンチャー・プライベートカンファレンスを初開催、創業支援型インキュベーションiGateを宮城治男（NPO法人ETIC.代表理事）らと創立（現在休止）。

1999年、第一回起業体験プログラムを開発し初開催（以降、慶應義塾大学理工学部、成蹊大学法学部、品川女子学院中等部・高等部、学校法人郁文館夢学園、九州大学、福岡大学、徳島ニュービジネス協会、徳島県立海部高等学校（海部高校支援プロジェクト2015年文部科学大臣賞受賞）、千葉市東京情報大学、横浜市立大学、昭和女子大学、ＪＰＸ（日本証券取引所）など、全国で継続）。
2003年には徳島大学客員教授に就任（現在は、産業院招聘教授）。
2007年より慶應義塾大学大学院経営管理研究科（慶應ビジネススクール：ＫＢＳ）非常勤講師に就任（現任）。その他、大学等で、経験に基づく独自のスタートアップ論を講義している。
2019年12月、日本ベンチャー学会より、個人型ベンチャーキャピタリストの職業を制度的に確立し、若手キャピタリストを育て、また起業体験プログラムで長年にわたる青少年の起業家教育への貢献により「松田修一賞」を受賞。

## 著書
- 『ザ・ベンチャーキャピタル』(原題：zero gravity)を監訳、コメント。
- 『私は、こんな人になら、金を出す![2]』 (講談社+α新書)。
- 『日の丸キャピタリスト風雲録』（企業家倶楽部の記事、80回を超えて連載している）